# Duško Ivanović

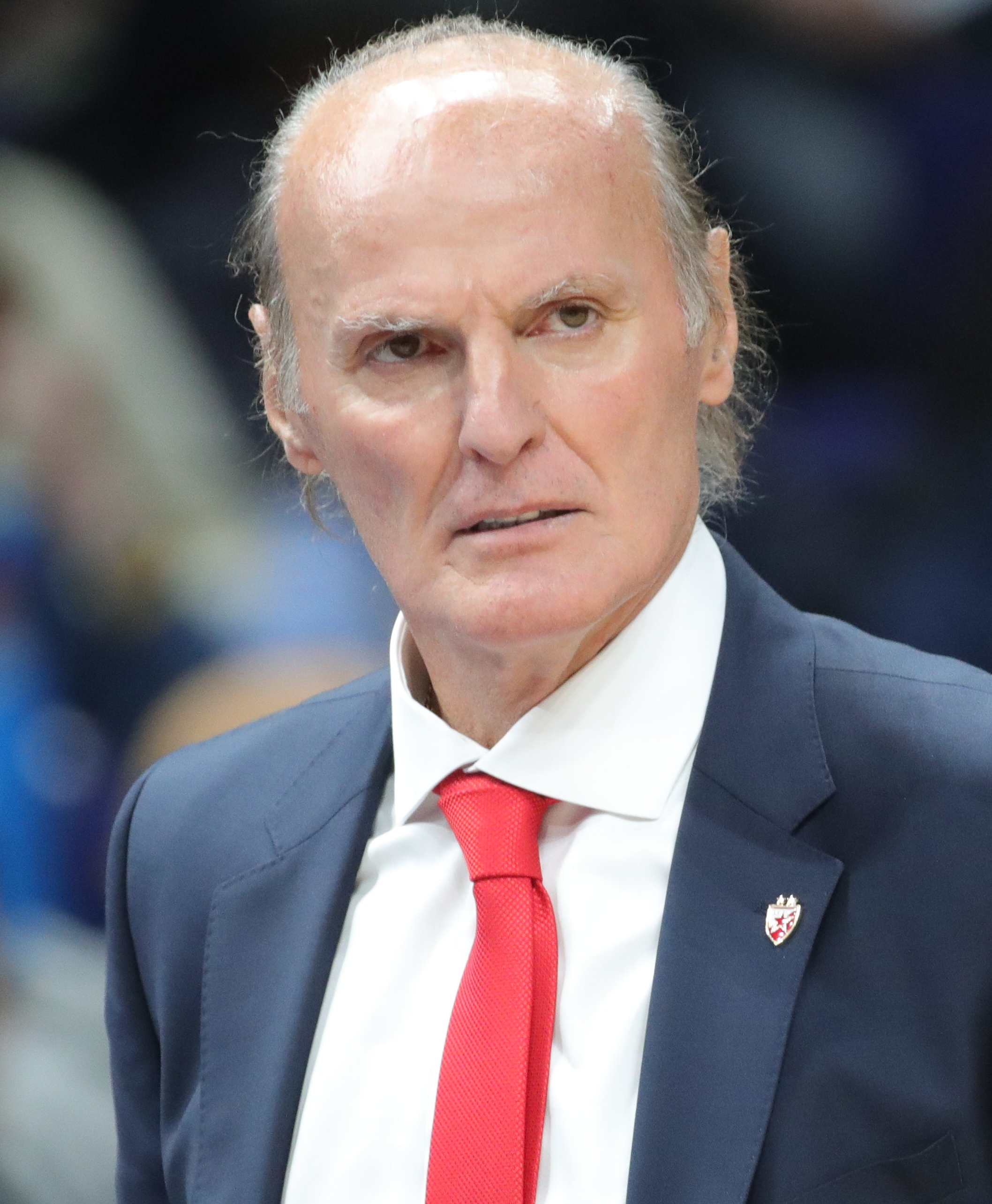
Duško Ivanović, 2022

Duško Ivanović (kyrillisch: Душко Ивановић) (* 1. September 1957 in Bijelo Polje) ist ein montenegrinischer Basketballtrainer und ehemaliger jugoslawischer Basketballspieler.

## Laufbahn

### Spieler
Der Heimatverein des 1,96 Meter großen Flügelspielers ist Jedinstno Bijelo Polje. Von 1985 bis 1987 spielte er in der ersten Liga Jugoslawiens bei Buducnost Titograd, anschließend von 1987 bis 1990 beim Ligakonkurrenten KK Jugoplastica Split. Mit Split gewann er 1988, 1989 und 1990 den Meistertitel sowie 1989 den Europapokal der Landesmeister. Während seiner Spielerzeit erlangte er einen Hochschulabschluss im Fach Rechtswissenschaft. Im Europapokalendspiel gegen Maccabi Tel-Aviv 1989, das in der Olympiahalle München ausgetragen wurde, erzielte Ivanović zwölf Punkte, im vorherigen Halbfinale gegen den FC Barcelona 21. Zur von Božidar Maljković als Trainer betreuten Mannschaften gehörten neben Ivanović weitere namhafte Spieler wie Toni Kukoč und Dino Rađa. 1990 wurde der Sieg im wichtigsten Europapokalwettbewerb wiederholt, Ivanović erzielte im Endspiel, das diesmal gegen Barcelona ausgetragen wurde, abermals zwölf Punkte. 1989 und 1990 wurde er in der jugoslawischen Liga als bester Spieler der Meisterrunde ausgezeichnet.
Im Vorfeld des Spieljahres 1990/91 wechselte Ivanović zum spanischen Erstligisten Valvi Girona. Dort blieb er bis 1993. In seinem ersten Jahr in Girona erzielte er 27,1 Punkte pro Begegnung. In den folgenden Spielzeiten fiel seine Punktausbeute auf 21 (1991/92) beziehungsweise 16,4 (1992/93) je Partie. Die Saison 1992/93 hatte er beim französischen Erstligisten CSP Limoges begonnen, ehe er nach Girona zurückkehrte.
Er schloss seine Spielerlaufbahn in der Schweizer Nationalliga A ab, dort spielte er in der Saison 1993/94 sowie in der Saison 1995/96 als Spielertrainer bei Fribourg Olympic.

### Trainer
In Freiburg im Üechtland begann er 1997 seine Trainerlaufbahn und betreute gleichzeitig die Nationalmannschaft der Schweiz. 1997, 1998 und 1999 wurde die Freiburger Mannschaft unter seiner Leitung Schweizer Meister sowie 1998 und 1999 ebenfalls Pokalsieger. 1999 verließ er Fribourg Olympic in Richtung Limoges, blieb aber noch bis 2000 Schweizer Nationaltrainer. Limoges führte er trotz finanzieller Schwierigkeiten des Vereins zu einer sehr erfolgreichen Saison 1999/2000, in der man die französische Meisterschaft, den Pokalwettbewerb und den Europapokal Korac-Cup gewann. Ivanović ist als Trainer dafür bekannt, in Sachen Einstellung und Arbeitsbelastung sehr hohe Anforderungen an seine Spieler zu stellen. Der Franzose Yann Bonato, der unter ihm in Limoges spielte, äußerte, Ivanovićs Training sei körperlich nicht weit von Folter entfernt.
Von 2000 bis 2005 bestritt er seine erste Amtszeit beim spanischen Erstligisten Tau Vitoria. 2002 gewann die Mannschaft unter seiner Leitung als Cheftrainer den spanischen Meistertitel sowie den Pokalwettbewerb. 2004 führte er Vitoria wieder zum Pokalsieg. In der Euroleague stand er mit Vitoria 2001 und 2005 im Endspiel, unterlag dort aber jeweils. Während seiner ersten Amtszeit als Vitorias Cheftrainer gehörten Spieler wie Luis Scola, Fabricio Oberto, Andres Nocioni, Carlos Arroyo und José Manuel Calderon zu seinen Schützlingen.
Zur Saison 2005/06 nahm er ein Angebot des FC Barcelona an. Unter seiner Leitung gewann „Barca“ 2006 den spanischen Pokalwettbewerb und erreichte in derselben Spielzeit das Halbfinale der Euroleague. Mitte Februar 2008 wurde er im Anschluss an eine Viertelfinalniederlage im spanischen Pokal gegen Bilbao entlassen. In der Liga hatte die Mannschaft zu diesem Zeitpunkt 14 Siege und sechs Niederlagen eingefahren. Nachfolger in Barcelona wurde sein vorheriger Assistent Xavi Pascual. Im Sommer 2008 trat er seine zweite Amtszeit in Vitoria an. Diese dauerte bis zu seiner Entlassung im November 2012 an. Zum Verhängnis wurde ihm, dass er zu Beginn der Saison 2012/13 mit seiner Mannschaft in der Euroleague nur einen Sieg aus sechs Spielen geholt hatte. Bereits 2011/12 hatte Vitoria unter Ivanović die Runde der besten 16 Mannschaften in dem Wettbewerb verpasst. 2009 gewann er mit Vitoria den spanischen Pokalwettbewerb und 2010 die spanische Meisterschaft. In die Finalserie gegen Barcelona 2010 war Ivanović mit seiner Mannschaft als Außenseiter gegangen, hatte nach Einschätzung Ivanovićs aber die Meisterschaft dank ihres Arbeitswillen und Erfolgsglauben errungen. In seinem Meisterkader gehörten Tiago Splitter, Fernando San Emeterio, Marcelo Huertas sowie Mirza Teletovic zu den Leistungsträgern.
In den Jahren 2014 und 2015 war er Nationaltrainer Bosniens und Herzegowinas, ab Juni 2014 zudem gleichzeitig Cheftrainer von Panathinaikos Athen. Im April 2015 kam es zwischen Ivanović und der griechischen Mannschaft zur Trennung. Dem war das Verpassen des Euroleague-Halbfinals sowie eine Niederlage gegen Olympiakos Piräus vorausgegangen. Zuvor hatte er Panathinaikos zum Gewinn des griechischen Pokals geführt.
Mitte März 2016 wurde er neuer Trainer von BK Chimki (Russland). Seine Amtszeit endete im Anschluss an die Saison 2016/17, als sein Vertrag auslief. Ivanović trat im August 2018 das Traineramt bei Besiktas Istanbul an. Im Dezember 2019 kam es zur Trennung, im selben Monat heuerte er erneut als Cheftrainer bei Vitoria an. Er führte die Mannschaft Ende Juni 2020 zum Gewinn des spanischen Meistertitels. Die Endrunde der Liga ACB war nach einer Unterbrechung wegen der Ausbreitung der Atemwegserkrankung COVID-19 in Turnierform ausgetragen worden. Mitte November 2021 wurde Ivanović von Vitoria entlassen. Als Begründung für die Entscheidung gab der Klub sportliche Gründe an.
Mitte November 2022 trat Ivanović bei KK Roter Stern Belgrad das Cheftraineramt an. Im Oktober 2023 wurde er in Belgrad entlassen, nachdem er mit der Mannschaft seit dem Beginn des Spieljahres 2023/24 in der Adriatischen Basketballliga alle drei Spiele gewonnen und in der Euroleague drei von vier Spielen verloren hatte. Ende desselben Monats trat er eine vierte Amtszeit bei Vitoria in Spanien an. Diese dauerte bis zum Abschluss des Jahres 2023/24.
Anfang Dezember 2024 übernahm Ivanović beim italienischen Club Virtus Segafredo Bologna das Traineramt von Luca Banchi, unter dessen Leitung die Mannschaft in der vorangegangenen EuroLeague-Saison 2024/25 eine Bilanz von zwei Siegen sowie elf Niederlagen erreicht hatte und auf dem letzten Tabellenplatz des Wettbewerbs stand. In der Serie A führte Ivanović die Mannschaft in der Saison 2024/25 zum Gewinn der italienischen Meisterschaft.

## Sonstiges
Sein Sohn Stefan wurde ebenfalls Basketballtrainer.